# Stefano Modena
Stefano Modena (n. 12 mai 1963, Modena, Italia) este un pilot italian care a evoluat în Campionatul Mondial de Formula 1 între anii 1987 și 1992.

## Cariera în Formula 1
| Sezon | Echipă                    | Puncte | Loc clasament general |
| ----- | ------------------------- | ------ | --------------------- |
| 1987  | Motor Racing Developments | 0      | -                     |
| 1988  | EuroBrun Racing           | 0      | -                     |
| 1989  | Motor Racing Developments | 4      | 18                    |
| 1990  | Motor Racing Developments | 2      | 17                    |
| 1991  | Braun Tyrrell Honda       | 10     | 8                     |
| 1992  | Sasol Jordan Yamaha       | 1      | 17                    |